# Saint-Jean-de-Paracol
Saint-Jean-de-Paracol település Franciaországban, Aude megyében. Lakosainak száma 137 fő (2022. január 1.). Saint-Jean-de-Paracol Festes-et-Saint-André, Puivert és Val-du-Faby községekkel határos.

## Népesség
A település népessége az elmúlt években az alábbi módon változott:
| Lakosok száma | 103  | 93   | 83   | 107  | 111  | 117  | 124  | 127  | 131  | 137  |
|               | 1968 | 1982 | 1990 | 2006 | 2013 | 2015 | 2017 | 2019 | 2020 | 2022 |